# La valle della paura
La valle della paura (titolo orig. The Valley of Fear) è il quarto e ultimo romanzo di Sir Arthur Conan Doyle con protagonista Sherlock Holmes. Vagamente e liberamente basato sulla società segreta Molly Maguires e sull'investigatore James McParland, dell'agenzia Pinkerton, la storia uscì dapprima a puntate su The Strand Magazine, tra il settembre 1914 e il maggio 1915. Il copyright della prima edizione del libro porta la data del 1914, che fu pubblicato in volume dalla George H. Doran Company il 27 febbraio 1915 a New York, illustrato da Arthur I.
Il tema della caccia all'uomo ne fa un precursore dei moderni thriller: ritmo serrato, tensione capace di generare nel lettore un buon grado di suspense, storia che vede il coinvolgimento di potenti associazioni segrete, lo spionaggio, infiltrazioni e blitz di agenti investigativi. Componenti inusuali fino allora per il genere poliziesco.

## Trama
Il libro è diviso in due sezioni: nella prima si racconta il delitto e la soluzione dello stesso da parte di Sherlock Holmes, nella seconda vengono narrati gli antefatti di uno dei protagonisti del romanzo, più una coda finale.

### Il mistero di Birlstone
Sherlock Holmes riceve un messaggio cifrato da un informatore nella banda di Moriarty: un certo Douglas che abita nel castello di Birlstone è in pericolo di vita. L'avvertimento è arrivato troppo tardi perché quasi contemporaneamente l'ispettore di Scotland Yard Alec Mc Donald sopraggiunge a chiedere l'aiuto dell'investigatore proprio per l'omicidio di Mr. Douglas.
Holmes si reca al castello insieme all'inseparabile dott. Watson. La giovane e bella vedova abita con la servitù e con un socio del defunto, Mr. Barker. Gli abitanti del castello sono stati svegliati la sera precedente da un colpo d'arma da fuoco: la vittima è stata trucidata con due colpi di fucile a canne mozze che l'hanno orrendamente sfigurato. Il tutto è avvenuto in pochi minuti durante i quali l'assassino, dopo essersi introdotto nel castello, è riuscito a dileguarsi prima che Barker alzasse il ponte levatoio sul fossato che circonda la proprietà.
Watson e Holmes sorprendono la vedova e Barker in atteggiamento ambiguo, i quali, tra l'altro, non sembrano colpiti più di tanto dalla tragica scomparsa del defunto. L'intuito di Holmes lo porta a scoprire la verità: il morto non è Douglas, ma l'uomo che era penetrato nel maniero con lo scopo di ucciderlo. La messa in scena è stata organizzata per diffondere la notizia della morte di Douglas, che avrebbe così potuto nascondersi più facilmente dai criminali che lo perseguitavano.
Il sicario è riuscito ad entrare nel castello e a nascondersi nel suo studio, e lo scontro tra i due si conclude con l'uccisione dell'inseguitore da parte di Douglas. Gli unici che sentono lo sparo sono la signora Douglas e Barker, che accorrono e scoprono il cadavere. A quel punto decidono di far credere a tutti che il morto sia il signor Douglas. Dato che la faccia del defunto è irriconoscibile a causa dello sparo, viene vestito con gli abiti che aveva l’uomo, senza mancare di mettere anche tutti gli anelli; tuttavia Douglas non riesce a togliersi la sua fede nuziale e sarà proprio questo particolare ad insospettire Holmes, che risolverà brillantemente il caso.

### I vendicatori
La seconda parte è ambientata in una regione mineraria degli Stati Uniti. Un uomo di nome McMurdo, un falsario affiliato a una loggia massonica, arriva per lavorare nella valle di Vermissa. Qui, in un ambiente inospitale e selvaggio, i membri locali non sono lavoratori organizzati in una lega di solidarietà, bensì un'associazione a delinquere conosciuta come gli Scowrers che di fatto governa la città e terrorizza proprietari di miniere e minatori. Nonostante i numerosi crimini e omicidi, la stretta connivenza degli affiliati garantisce loro una costante impunità.
McMurdo entra in contatto con il consigliere municipale McGinty, il capo indiscusso, e si dimostra subito più intraprendente e sfrontato degli altri affiliati. Viene riconosciuto dal capitano Marvin che è al corrente dei suoi trascorsi a Chicago, dove ha ucciso un uomo. Mc Murdo sale nella considerazione dei Vendicatori fino al punto da affidargli una delicata missione che porta a termine.
McMurdo viene a sapere dell'arrivo nella valle di un uomo di nome Birdy Edwards, dell'agenzia investigativa Pinkerton decisa a smantellare l'organizzazione del terrore. Si offre di attirare l'uomo in trappola, ma in realtà a cadere nelle mani del capitano Marvin sono McGinty e molti suoi accoliti, che saranno processati e giustiziati: l'agente investigativo in incognito è infatti lo stesso McMurdo.
L'uomo però è costretto a cambiare nome in Douglas e fuggire per salvarsi la vita. Prima si reca a Chicago, dove si sposa con Ettie Shafter, la figlia dell'uomo che lo aveva ospitato per primo per poi allontanarlo, una volta venuto a sapere che faceva parte della società degli Uomini Liberi, quindi si rifugia in California, dove Ettie muore, infine in Inghilterra dove si risposa con la signora Douglas ma viene infine raggiunto dalla lunga mano degli Scowrers superstiti: qui la storia si riconnette con la prima parte.

### Epilogo
Douglas e la moglie, una volta fallita la messa in scena della sua morte, decidono di partire per l'Africa, ma è proprio in questo viaggio che Douglas viene assassinato, stavolta per davvero. Holmes è certo che sia opera del professor Moriarty, il Napoleone del crimine a cui, secondo l'investigatore, si erano rivolti i persecutori di Douglas per essere certi della sua morte. Poco prima della finta morte di Douglas, Holmes aveva infatti ricevuto da un anonimo informatore la notizia che la vita di Douglas era minacciata dal diabolico professore.
A riguardo dell'enorme potenziale criminale del professor Moriarty, lo stesso Holmes dichiara: «Una grande mente e una mastodontica organizzazione si sono mobilitati per eliminare un solo uomo. È come schiacciare una noce con un maglio meccanico - un assurdo spreco di energie, ma la noce viene schiacciata lo stesso.»

## Opere derivate
Il romanzo ha avuto diversi adattamenti cinematografici e televisivi, tra cui:
- The Valley of Fear - film del 1916 diretto da Alexander Butler, nel ruolo di Sherlock Holmes H. A. Saintsbury[1].
- Il trionfo di Sherlock Holmes (The Triumph of Sherlock Holmes) - film del 1935 diretto da Leslie S. Hiscott, nel ruolo di Sherlock Holmes Arthur Wontner[2].
- The Case of the Pennsylvania Gun - terzo episodio della serie televisiva Sherlock Holmes del 1954, nel ruolo di Sherlock Holmes Ronald Howard[3].
- La valle della paura, primo episodio (in tre puntate) della miniserie televisiva Sherlock Holmes del 1968 diretto da Guglielmo Morandi, nel ruolo di Sherlock Holmes Nando Gazzolo[4].
- Sherlock Holmes and the Valley of Fear - film d'animazione del 1983 diretto da Alex Nicholas, la voce di Sherlock Holmes è di Peter O'Toole[5].

## Edizioni italiane
- La valle della paura, Il Romanzo Mensile, Milano, Tip. del Corriere della Sera, 1918.
- La valle della paura, traduzione di Maria Gallone, Milano, Rizzoli, 1950. - Milano, Mondadori, 1960-2024.
- Sherlock Holmes. La valle della paura, traduzione di Roberta Fermenti, Collana Il giallo classico n.8, Milano, Garden Editoriale, 1990.
- La valle della paura, in Tutto Sherlock Holmes, traduzione di Nicoletta Rosati Bizzotto, Roma, Newton Compton, 1991-2024.
- La valle della paura, traduzione di Ivo Colli, Collana Acquarelli, Bussolengo, Demetra, 1996, ISBN 978-88-440-0011-0.
- La valle della paura, in Sherlock Holmes. Tutti i romanzi, traduzione di Luca Lamberti[6], Prefazione di Margherita Oggero, Collana ET Biblioteca, Torino, Einaudi, 2009.
- La valle della paura, Collana Grandi Gialli, Santarcangelo di Romagna, Rusconi, 2010, ISBN 978-88-180-2705-1.
- La valle della paura, Collana I Grandi Gialli, Siena, Barbera, 2010, ISBN 978-88-789-9374-7.
- La valle della paura, traduzione di Michela Belvisi, Collana Classici tascabili, Milano, Dalai, 2011, ISBN 978-88-607-3964-3.
- La valle della paura, traduzione di Sara Reggiani, Prefazione di Marco Zatterin, Collana I Grandi Romanzi, Milano, BUR, 2012, ISBN 978-88-170-5838-4.
- La valle della paura, traduzione di Walter Sarri, Roma, Fermento, 2015-2023.
- La valle della paura, traduzione di Giancarlo Carlotti, Postfazione di Enrico Terrinoni, Collana UEF. I Classici, Milano, Feltrinelli, gennaio 2019, ISBN 978-88-0790-328-1.